# Mathematica Slovaca
Mathematica Slovaca is een internationaal, aan collegiale toetsing onderworpen wetenschappelijk tijdschrift op het gebied van de wiskunde.
De naam wordt in literatuurverwijzingen meestal afgekort tot Math. Slovaca.
Het is opgericht in 1951 door de Slowaakse Academie van Wetenschappen.
Het wordt uitgegeven door Springer Science+Business Media en verschijnt 6 keer per jaar.